# Páramo de Santa Marta
El páramo de Santa Marta o páramo de Fundación (NT1007) es una ecorregión que contiene vegetación de páramo en la cordillera de la Sierra Nevada de Santa Marta, en la costa caribeña de Colombia. La posición aislada de la cadena ha permitido que especies únicas evolucionen allí. Algunas están relacionadas con los que se encuentran en América Central y el Caribe, y algunas con especies de los Andes. El hábitat es relativamente estable, pero ha sido modificado drásticamente del original por la actividad humana.

## Geografía

### Ubicación
El páramo de Santa Marta tiene una superficie de 129.499 hectáreas (320.000 acres). Cubre los niveles superiores de la Sierra Nevada de Santa Marta en el norte de Colombia. Este es un macizo aproximadamente triangular con su lado norte paralelo al mar Caribe, el lado suroeste frente a los pantanos de la Ciénaga Grande de Santa Marta y el lado sureste frente a la Serranía del Perijá a través de los valles del río Cesar y Ranchería. La ecorregión está rodeada por la ecorregión de los bosques montanos de Santa Marta, que a su vez está rodeada por los bosques secos del Valle del Sinú y las ecorregiones de matorral de Guajira-Barranquilla.

### Físico

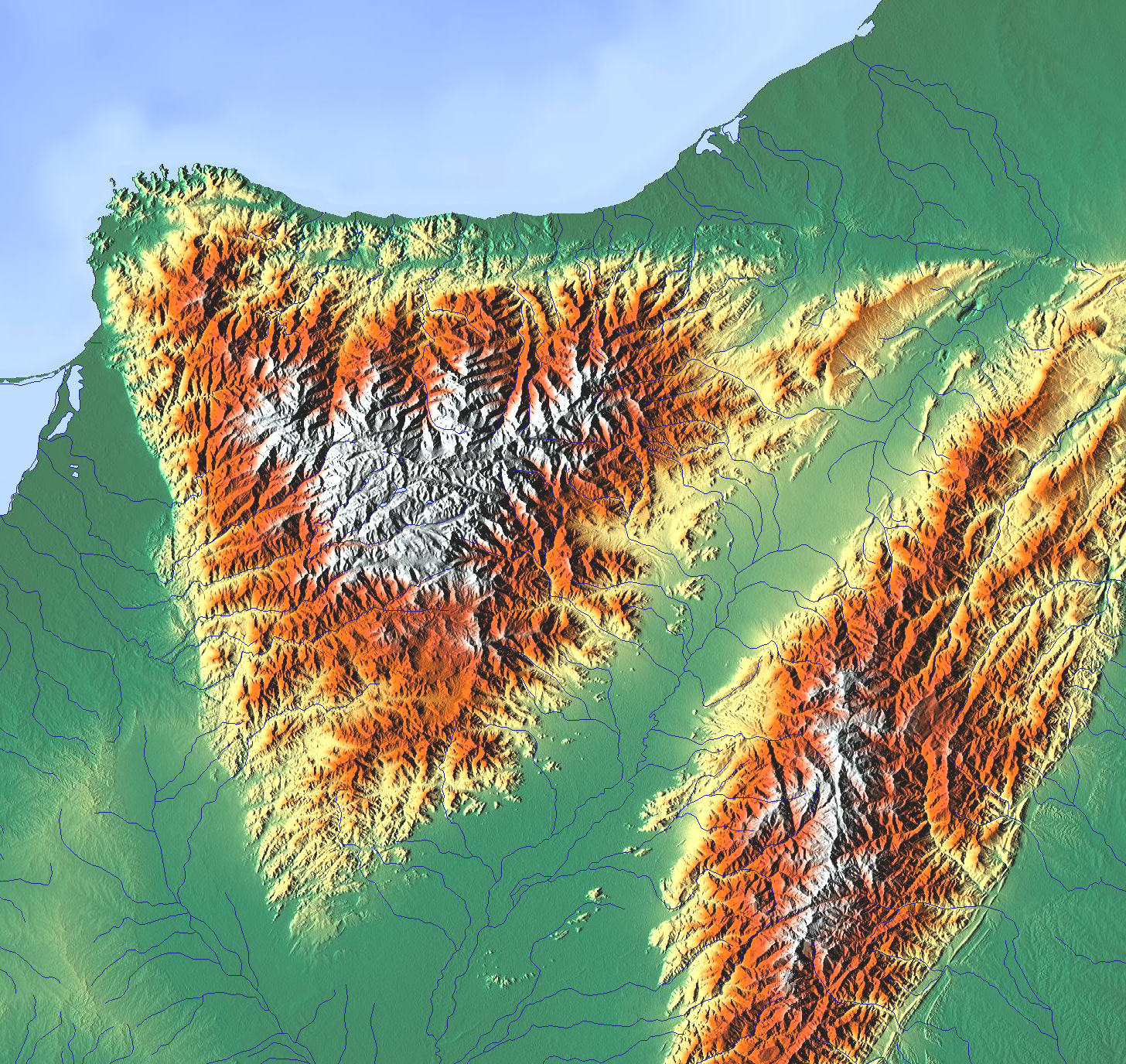
Sierra Nevada de Santa Marta (izquierdo) y Serranía del Perijá (derecha)

El páramo de Santa Marta es la sección más septentrional de páramo en América del Sur. La aislada Sierra Nevada de Santa Marta tiene una elevación de 5.775 metros (18.947 pies). El páramo se encuentra entre la línea de árboles alrededor de 3,300 metros y la línea de nieve alrededor de 5.000 metros, con algunas variaciones debido a las diferencias de pendiente, lluvia y la exposición al viento y el sol. El área está formada casi toda por granodiorita del período jurásico.

### Clima
En la clasificación del clima de Köppen el clima de la región es "Cwb": templado cálido, invierno seco y verano cálido.  El páramo del norte de los Andes es generalmente húmedo durante todo el año con humedad suministrada bajo la forma de lluvia, nubes y niebla cuando las masas de aire se elevan sobre las montañas. El páramo de Santa Marta es similar al páramo costarricense y al páramo de la Cordillera de Mérida, donde los vientos alisios del noreste crean una estación seca distinta. Las corrientes de aire húmedas se elevan cada día y producen niebla y lluvia. La mayoría de las lluvias caen en mayo y septiembre.
En una muestra ubicada en las coordenadas 10.75 ° N 73.75 ° W las temperaturas medias mensuales oscilaron entre 11.4 °C (52.5 °F) en enero a 13.8 °C (56.8 °F) en junio. La temperatura promedio anual fue de aproximadamente 13 °C (55 °F), con un mínimo promedio de 8 °C (46 °F) y un máximo de 18.5 °C (65.3 °F). La precipitación media total fue de unos 1.800 milímetros (71 pulgadas). La precipitación mensual media varió de 33,3 milímetros en enero a 245,2 milímetros en mayo, disminuyendo a 115,2 milímetros en julio y volviendo a subir a 304,5 milímetros en octubre.

## Ecología
La ecorregión del páramo de Santa Marta está en el reino neotropical, en las praderas y matorrales de montaña. La ecorregión forma parte de la ecorregión global del páramo del Norte de los Andes, que incluye también el páramo de la Cordillera Central, el páramo de la Cordillera de Mérida y las ecorregiones terrestres del páramo del norte de los Andes. Las plantas y los animales se adaptan a las condiciones frías y secas de los picos altos. Hay un alto nivel de endemismo local, particularmente en los picos más aislados. La Sierra Nevada de Santa Marta ha sido designada como Reserva de la Biosfera debido a las plantas y animales endémicos, particularmente en los niveles superiores.

### Orígenes
Los Andes comenzaron a elevarse en el Mioceno, pero en el norte no alcanzaron su altura actual hasta el Plioceno durante un período de fuerte actividad volcánica entre cuatro y cinco millones de años atrás. Este fue el período en que la tierra se elevó por encima de la línea de árboles y  se formó la vegetación del protopáramo  con nuevas especies de Poaceae, Cyperaceae, Asteraceae, Ericaceae y otras familias. Durante los últimos periodos de la época cuaternaria se alternaron períodos glaciales e interglaciares, con períodos cortos, fríos y secos alternando con períodos más cálidos y más húmedos. Los cinturones del páramo se movieron hacia abajo en los períodos fríos, y se movieron hacia arriba en enclaves no conectados cuando las temperaturas subieron. El resultado es una mezcla de especies de origen tropical y boreal con géneros que se encuentran en la mayoría de páramos, pero muchas especies endémicas en los páramos individuales.
El páramo de Sierra Nevada de Santa Marta está aislado y tiene una composición única de flora y fauna. El aislamiento ha dado tiempo para que las especies endémicas evolucionen incluyendo los géneros Castenedia y Raouliopsis. Las especies evolucionaron de especies tropicales cálidas adaptadas a condiciones húmedas y de especies andinas que emigraron a lo largo de la cordillera oriental de Colombia. La flora está más cerca de la flora de la Cordillera de Mérida y de los bosques montañosos de la Cordillera de la Costa que del páramo andino septentrional. Son descendientes de la flora que crece en la tierra que se elevó en el Cenozoico temprano y medio, y que se diferenció cuando la tierra se fue elevando durante el Plioceno y el Pleistoceno.
Un análisis de 2013 de las unidades de páramo en Colombia evaluó similitudes entre su flora endémica. La definición de la provincia de Páramos del Norte difiere de la agrupación tradicional, donde el páramo de Santa Marta es tratado como una ecorregión separada y el páramo de Perijá está incluido en la provincia de la Cordillera Oriental. La flora de estos dos es más cercana a los Páramos de Chirripó de Centroamérica que al resto del páramo andino septentrional, a pesar de estar separados por el valle del río César.

### Flora

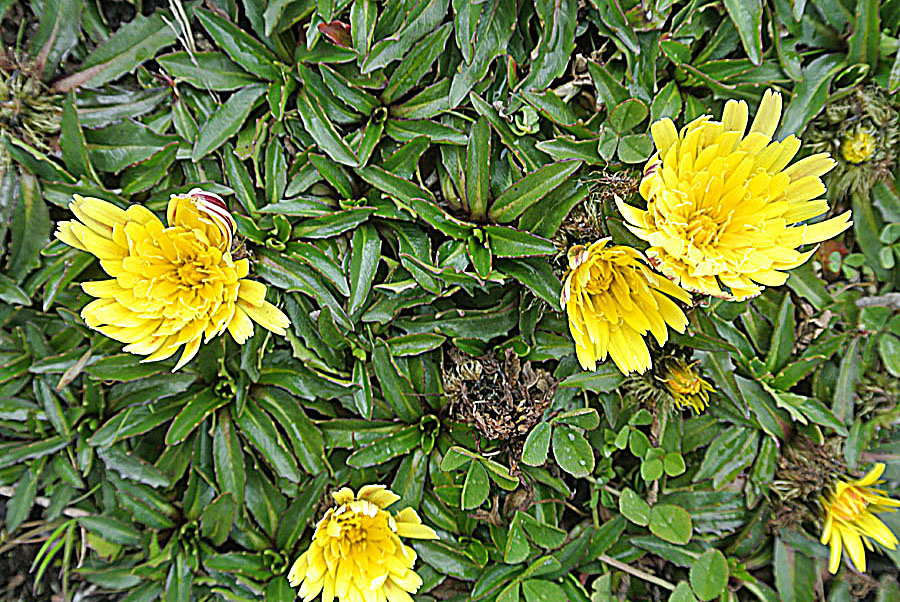
Chikku Chikku (Hypochaeris sessiliflora)

El páramo contiene praderas de altiplanicie, matorrales y pantanos. La vegetación del lado norte recibe más lluvia y es más espesa que la vegetación del lado sur, que está protegida de los vientos alisios. Se han registrado 125 especies de angiospermas endémicas de la Sierra Nevada, de las cuales 61 se encuentran sólo en el páramo. Se han registrado 135 géneros de plantas vasculares. Raouliopsis y Obtegomeria son endémicas. Pentacalia tiene 8 de sus 11 especies endémicas que crecen sólo en el páramo. Linochilus tiene 9 de sus 10 especies endémicas que crecen sólo en el páramo. Otros géneros con especies endémicas en el páramo incluyen Micropleura, Niphogetum, Perissocaelum y Cotopaxia.
La vegetación tiene zonas de formaciones típicas de vegetación del páramo. La franja más baja "subpáramo" a lo largo del margen del bosque andino es más arbustiva. La flora incluye Calamagrostis effusa, Arcytophyllum nitidum, Stevia lucida, Escallonia myrtilloides, Hesperomeles lanuginosa. La franja central del verdadero páramo tiene matorrales más abiertos con arbustos bajos. Las áreas abiertas contienen Acaena cylindrostachya, Castilleja fissifolia y Lupinus carrikeri. Los arbustos encontrados en valles protegidos y laderas rocosas incluyen Lachemilla polylepis, Simplocos nivalis y Obtegomeria caerulescens. Los pantanos y los márgenes de los lagos glaciales tienen grupos de Azorella crenata y rosetas de Hypochaeris sessiliflora. Las plantas acuáticas incluyen Callitriche nubigena y Ranunculus limoseloides. El "superpáramo" superior tiene tussocks  dispersos de hierba. Hay rodales de Raouliopsis seifrizii y Draba sanctae-marthae. Las áreas protegidas del viento sostienen a Valeriana karstenii y Perissocaelum purdiei.

### Fauna

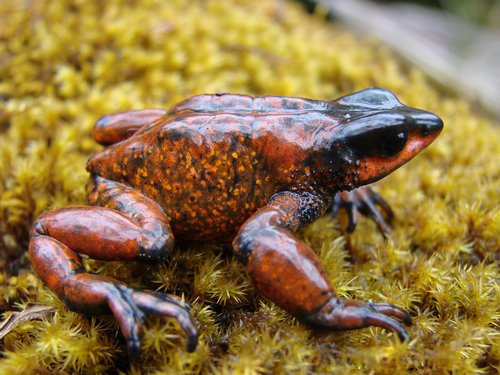
La rana arlequin Carrikeri (Atelopus carrikeri), una especie endémica en peligro

Los mamíferos endémicos incluyen subespecies de la corzuela colorada (Mazama americana carrikeri), y el puma (Puma concolor bangsi). Los anfibios en peligro de extinción son Atelopus arsyecue, la rana arlequin Carrikeri (Atelopus carrikeri) y Boulenger's backpack frog (Cryptobatrachus boulengeri). Entre las aves se encuentran el cóndor andino (Vultur gryphus), el gorrión (Zonotrichia capensis) y el buitre de Jameson (Gallinago jamesoni). Las aves en peligro de extinción son el tirano arbóreo de Santa Marta (Myiotheretes pernix) y el colibrí piquicorto dorsinegro (Ramphomicron dorsale).

## Estado
El Fondo Mundial para la Naturaleza le da un status de "Relativamente Estable / Intacto". El páramo se está expandiendo a medida que el bosque andino en niveles más bajos se despeja y los glaciares retroceden en las zonas altas. La ecorregión está protegida por el parque nacional Sierra Nevada de Santa Marta. La creciente población de indígenas Kogi, Arsario y Arhuaco tiene reservas que cubren partes del páramo y tienen derechos especiales dentro del parque. Allí pastan grandes rebaños de ovejas hasta alturas de 3.800 metros (12.500 pies), y cazan pumas y cóndores para proteger su ganado. Cortan madera para combustible y para la construcción. En el subpáramo se han expandido quemando los matorrales y plantando papas y cebollas. Estos cambios reducen la biodiversidad, cambian el equilibrio de la vegetación y aumentan la erosión.